# 249302 Ajoie
249302 Ajoie è un asteroide della fascia principale. Scoperto nel 2008, presenta un'orbita caratterizzata da un semiasse maggiore pari a 3,9244418 UA e da un'eccentricità di 0,3012045, inclinata di 5,61079° rispetto all'eclittica.